# Бендер, Чарльз
Чарльз Бендер (англ. Charles Bender, 1 апреля 1896 — 23 апреля 1993) — британско-канадский раввин. Он был духовным лидером Испанской и Португальской синагоги с 1928 по 1940 год, а также общины Адат Исраэль с 1940 года до своего выхода на пенсию в 1969 году, оставаясь почётным раввином в последнем учреждении до своей смерти. Он также был основателем и президентом Монреальского совета еврейских служителей, редактором Canadian Jewish Chronicle, деканом Еврейской учительской семинарии Монреаля и национальным председателем Еврейского национального фонда в Канаде.

## Юные годы
Чарльз Бендер родился в Лондоне в семье Йетты Бейлы (урождённой Симбалист; ум. 1939) и Якоба Бендера (ум. 1929). Его отец происходил из сравнительно обеспеченной семьи из Польши и работал резчиком по дереву и краснодеревщиком.
В детстве Бендер провёл шесть месяцев со своей семьёй в колонии хахшара в чифтлике Марго, Кипр, где его брат Иосиф умер от малярии. Семья вернулась в Англию в 1900 году и поселилась в Ливерпуле. Он учился в начальной школе Плезант-стрит и Высшей еврейской школе.

## Карьера
Бендер был впервые нанят на должность хормейстера Ливерпульской староеврейской общины в возрасте 19 лет. В 1917 году он стал кантором храма Temple Beth El, консервативной синагоги в Рочестере, штат Нью-Йорк. В этом городе он занимал должность директора еврейских школ Рочестера и президента еврейской библиотеки Рочестера. Он также стал видной фигурой в сионистском движении на востоке США, став президентом Керен ха-Йесод и председателем Объединённого палестинского призыва в штате Нью-Йорк. 
В ноябре 1928 года Бендер принял приглашение стать раввином Испанской и Португальской синагоги в Монреале, старейшей синагоги в Канаде. 
После прихода Гитлера к власти в 1933 году Бендер помог создать и стал председателем Немецко-еврейского фонда помощи, предшественника воссозданного Канадского еврейского конгресса, связанного с Американским объединённым распределительным комитетом. Вскоре после этого он опубликовал брошюру «От Лютера до Гитлера: почему антисемитизм является коренным явлением немецкого народа» против гитлеризма. Позднее во время Второй мировой войны он служил еврейским капелланом в Королевских канадских военно-воздушных силах.
Во время королевского визита в Канаду в 1939 году его пригласили встретиться с королём Георгом VI и королевой Елизаветой. 
Испанская и португальская синагога столкнулась с финансовыми трудностями во время Великой депрессии, и Бендер взял на себя несколько ролей в синагоге, включая кантора, шамаша, учителя и сборщика средств. Не имея возможности выплачивать Бендеру полную зарплату, в 1939 году синагога позволила ему служить раввином-консультантом в недавно образованной общине Адат Исраэль в Утремоне. В 1940 году он оставил Испанскую и португальскую синагогу, став штатным раввином в Адат Исраэль, но продолжал помогать первой на разных должностях ещё несколько лет.
В 1941 году Бендер помог основать школу «Адат Исраэль», ныне Еврейскую академию Монреаля. В 1946 году он стал основателем и президентом Монреальского совета еврейских служителей.